# Zdravstveni dom dr. Adolfa Drolca Maribor
Zdravstveni dom dr. Adolfa Drolca Maribor je javni zdravstveni zavod, ki zagotavlja zdravstveno dejavnost na primarni ravni v Mariboru in širši okolici.
Poimenovan je po Adolfu Drolcu, slovenskemu zdravniku.